# Partido Pehuajó
Pehuajó ist ein Partido im Westen der Provinz Buenos Aires in Argentinien. Laut einer Schätzung von 2019 hat der Partido 41.316 Einwohner auf 4.560 km². Der Verwaltungssitz ist die Stadt Pehuajó.

## Orte
Pehuajó ist in 9 Ortschaften und Städte, sogenannte Localidades, unterteilt.
- Pehuajó (Verwaltungssitz)
- Juan José Paso
- Mones Cazón
- Francisco Madero
- San Bernardo de Pehuajó
- Magdala
- Nueva Plata
- Chiclana
- Capitán Castro

## Söhne und Töchter
- Osmar Maderna (1918–1951), Pianist, Bandleader, Komponist und Arrangeur